# Parti communiste de Pologne (1918-1938)
Pour les articles homonymes, voir Parti communiste de Pologne.
Cet article concerne le Parti communiste de Pologne de 1918-1938. Pour le Parti communiste de 1942-1948, voir Parti ouvrier polonais. Pour le parti communiste de 1948-1989, voir Parti ouvrier unifié polonais.
Le Parti communiste de Pologne (en polonais Komunistyczna Partia Polski, KPP) est un parti politique polonais né le 16 décembre 1918 à la suite de la fusion de la SDKPiL et du PPS-gauche. À partir de 1919, il est une section de l'Internationale communiste (Komintern). À l'origine, le parti compte 7 000 adhérents [réf. nécessaire] et jusqu'en 1925 son nom officiel est Parti communiste ouvrier de Pologne (Komunistyczna Partia Robotnicza Polski, KPRP). Ses dirigeants étaient Adolf Warski, Henryk Walecki et Wera Kostrzewa, surnommés « les 3 W ».
Le parti, illégal en Pologne depuis janvier 1919, est dissous en 1938 par le Komintern sous l'accusation de « trotskisme ».

## Le mouvement socialiste et social-démocrate polonais jusqu'à l'indépendance de la Pologne (1918)
La naissance du mouvement ouvrier polonais coïncide avec le développement industriel en Pologne dans la 2e moitié du XIXe siècle. De même, la liquidation de la frontière russo-polonaise en 1851 et l'abolition du servage le 18 mars 1864 permirent un développement rapide d'une industrie contrôlée par les Russes. La construction des chemins de fer, les distances étant raccourcies avec les mers Baltique et du Nord, les potentiels en richesses naturelles (principalement les mines de charbon), une force de travail bon marché et un bon niveau d'éducation rendaient la Pologne attractive pour le développement de l'industrie. Les produits polonais étaient ainsi moins chers sur le marché russe que les produits fabriqués en Allemagne ou en République tchèque grâce notamment à la liquidation des frontières. Dans ce cadre s'est développée une classe de travailleurs qui commença rapidement à confronter les capitalistes pour une amélioration de ses conditions économiques. Le besoin se fit très vite dans la création d'organisations professionnelles aux fins de défense économique ainsi que dans la mise en place de partis politiques, dans le but de défendre les intérêts des ouvriers. Le premier fut le parti ouvrier social-révolutionnaire "Proletariat" créé le 1er septembre 1882 par Ludwik Waryński. À la suite du démantèlement du parti par les forces tsaristes, de nouveaux partis furent créés, Proletariat II (Marcin Kasprzak et Ludwik Kulczycki) puis Proletariat III (Ludwik Kulczycki). En parallèle au développement de l'intelligentsia polonaise, les idéologies positivistes et socialistes fournirent les terreaux à la création de partis politiques dont la base idéologique est le marxisme.
En 1889, Julian Marchlewski, Jan Leder, Henryk Wilkoszewski furent les principaux fondateurs de l'Union des travailleurs polonais, représentant l'aile gauche du socialisme. En 1892, à Vilnius fut créé l'Union des travailleurs lituaniens, dirigée par Feliks Dzierżyński sur le même modèle.
En novembre 1892, à Montrouge, dans un faubourg de Paris, le Parti socialiste polonais (PPS) fut créé sous la direction Bolesław Limanowski. Parmi les fondateurs du parti se trouvaient des membres du « Proletariat » tels Aleksander Dębski, Bolesław Jędrzejowski, Witold Jodko-Narkiewicz, Stanisław Mendelson, Maria Jankowska-Mendelson et Feliks Perl, de l'Union des travailleurs polonais (Stanisław Grabski), du Rassemblement ouvrier tels Edward Abramowski, Jan Stróżecki, Stanisław Wojciechowski i Stefan Tylicki, ou de la Communauté national-socialiste (Jan Lorentowicz, docteur Ratuld et Maria Szeliga). Dans le programme du parti se trouvait l'idée d'un combat uni sur le front politique et social afin d'accéder à l'indépendance. Le Parti social-démocrate polonais se rapprochait le plus du programme du PPS et agissait légalement en Galicie depuis 1892 (Ignacy Daszyński, Jędrzej Moraczewski, Herman Diamand, Zygmunt Marek, Herman Lieberman, Bolesław Drobner, Tadeusz Reger). En 1893, Józef Piłsudski rejoint le PPS tiraillé entre indépendantiste et internationalistes, et Józef Piłsudski prend rapidement parti pour les premiers et avec Stanisław Wojciechowski publie la revue Robotnik (l'Ouvrier), imprimée clandestinement dans la banlieue de Vilnius. Lors du deuxième congrès de l'Internationale ouvrière tenu à Paris de juillet à août 1896, il défend avec des proches comme Ignacy Daszyński ou Ignacy Mościcki, l'indépendance de la Pologne comme exigence vitale pour les ouvriers polonais. Le PPS devient alors officiellement indépendantiste.
En 1893, l'Alliance des travailleurs polonais se rassembla avec le « Proletariat II » sous le nom de Social-démocratie du royaume de Pologne (SDKP), dont les fondateurs étaient Julian Marchlewski, Rosa Luxemburg et Adolf Warski. Ce parti se réunit avec l'Alliance des travailleurs lituaniens et la Social-démocratie du royaume de Pologne et de Lituanie (SDKPiL) fut ainsi créée, organisation autonome dans le cadre du Parti ouvrier social-démocrate de Russie. Le fonctionnement du parti était typique des partis socialistes, avec une direction sortie des couches de l'intelligentsia et la « masse du parti » des classes laborieuses. Les principaux animateurs du parti étaient Rosa Luxemburg, Leo Jogiches sous le pseudonyme « Jan Tyszka », Feliks Dzierżyński, Julian Marchlewski, Adolf Warski, Karl Radek et Jakub Hanecki.

## Fondation
Le Parti communiste ouvrier de Pologne (Komunistyczna Partia Robotnicza Polski, KPRP) est fondé le 16 décembre 1918, dans le contexte de la Révolution russe et de fin de la Première Guerre mondiale, par la fusion de la Social-démocratie du royaume de Pologne et de Lituanie (SDKPiL, fondé par Rosa Luxemburg et Leo Jogiches) et du PPS-Lewica, la section gauche, minoritaire et internationaliste du Parti socialiste polonais (PPS).
Il fut donc dès sa création le 16 décembre 1918, dans le contexte de la Révolution russe, opposé au PPS. Son organe de presse était Czerwony sztandar (L'étendard rouge), dont le tirage était estimé de 10 à 30 000[réf. nécessaire]. Pour son soutien à l'Armée rouge, qui selon lui doit « libérer les prolétaires polonais de l'oppression bourgeoise » lors de la guerre russo-polonaise, le parti est rendu illégal. Tout en restant illégal, il adhère à l'Internationale communiste, en mars 1919.

## Programme
Le KPRP milite pour la proclamation d'un État prolétaire, la disparition de l'État polonais (qu'il considère comme provisoire), la nationalisation et la collectivisation des terres, la dissolution de l'Armée polonaise, et le rattachement de la République de Weimar à la Haute-Silésie.

## Activité durant l'entre-deux-guerres
Pour le soutien inconditionnel du parti à l'Armée rouge lors de la guerre russo-polonaise et ses positions hostiles à la reconstitution de la jeune République de Pologne le KPRP est délégalisé en janvier 1919, ce qui ne l'empêche pas d'adhérer à l'Internationale communiste (Komintern) crée lors du congrès tenu à Moscou en mars 1919 sous la houlette du Parti bolchevique.
Le 30 juillet 1920, lorsque l'Armée rouge occupe Białystok, le KPRP proclame le Comité révolutionnaire provisoire polonais dans le but d'établir une République socialiste soviétique de Pologne. Avec la défaite des soviétiques à Varsovie le 15 août 1921, le comité se replie sur Minsk et est dissous peu après.
En 1922, le KPRP participe aux premières élections à la Diète de Pologne avec le bloc Związek Proletariatu Miast i Wsi (Union du prolétariat rural et citadin) et obtient deux places (avec moins de 5 % des suffrages).
En 1923, à la suite de l'annexion de l'Ukraine par l'URSS, le parti est rejoint par quelques centaines d'anciens membres du premier Parti communiste d'Ukraine et du Parti communiste biélorusse. Voulant prendre part légalement aux élections de 1922 pour la Diète de Pologne, il prend le nom d'emprunt « Związek Proletariatu Miast i Wsi » (Parti prolétaire rural et citadin), et obtient deux députés (avec moins de 5 % des suffrages).
Lors du IIIe Congrès du KPRP, en mars 1925, le parti change d'appellation pour devenir Parti communiste polonais (Komunistyczna Partia Polski, KPP) et soutenir Léon Trotski. Il reconnaît également l'existence d'un État polonais souverain, et tente une alliance électorale avec le Parti socialiste polonais (PPS) et le mouvement socialiste juif Bund qui refusent.
En mai 1926, le KPP décide de soutenir le coup d'État de Józef Piłsudski, par opposition au gouvernement de droite. Piłsudski fera par contre emprisonner certains opposants communistes, dont Władysław Gomułka, Edward Ochab ou Bolesław Bierut. Aux élections parlementaires de 1928, le parti obtient 8 % des voix et sept députés. Le parti compte alors environ 30 000 membres.
En 1932, 60 % des membres du parti sont des « intellectuels », 30 % sont des paysans et ouvriers agricoles, et 10 % seulement des ouvriers. De nombreux cadres étaient juifs. L'élection d'Adolf Hitler en 1933 fera monter chez les communistes polonais un sentiment patriotique anti-allemand.
En 1934, au moment de sa plus grande prospérité, le Parti Communiste Polonais compte environ 10 000 membres.
À partir de 1936, des groupes de communistes polonais participent à la guerre civile espagnole, combattant du côté républicain au sein des Brigades internationales.

## Liquidation du parti par Staline
Au temps des Grandes Purges, le KPP est pointé du doigt pour son opposition à Joseph Staline. En 1937, ce dernier ordonna l'exécution de quatorze dirigeants du KPP: Władysław Stein-Krajewski, Józef Unszlicht, Adolf Warski, Maria Koszutska, Maksymilian Horwitz, Julian Leszczyński, Stanisław Bobiński, Jerzy Heryng, Józef Feliks Ciszewski, Saul Amsterdam, Sztande, Bruno Jasieński, Albert Bronkowski et Witold Wandurski, qui furent jugés, emprisonnés et morts en prison. Malgré ces purges et meurtres politiques Staline n'a toujours pas confiance dans ses camarades polonais et KPP fut dissous par le Komintern en 1938 sous l'accusation de trotskisme. Les seuls communistes polonais qui survivent à la liquidation du parti sont ceux qui se trouvent alors dans les prisons polonaises.

## Après la Seconde Guerre mondiale
En 1942, convaincu de la nécessité d'un nouveau communisme polonais pro-stalinien, Staline fera créer en 1942 le Parti ouvrier polonais qui lui est entièrement subordonné dont plusieurs membres sont des anciens du KPP. Après la guerre, ce parti deviendra en 1948 le Parti ouvrier unifié polonais (Polska Zjednoczona Partia Robotnicza, PZPR).
Lors du XXe Congrès du Parti communiste de l'Union soviétique en 1956, les membres du KPP exécutés pendant les Grandes Purges sont officiellement réhabilités.
Le militant maoïste polonais Kazimierz Mijal fonda un Parti communiste polonais (en) illégal en 1965 ; il s'exile par la suite à Pékin et en Albanie où il animait des chroniques en polonais à Radio Tirana, et rentre d'exil en 1983. Son parti disparaît en 1996.
En octobre 2002, Józef Łachut récrée le Parti communiste en Pologne, mais son poids sur la scène politique polonaise est alors presque insignifiant. Il obtient 0,77 % lors des élections parlementaires de 2005. Il fusionne ensuite avec le parti anticlérical Raison de la gauche polonaise ou Racja Polskiej Lewicy avant de se fondre en 2013 dans le nouveau parti dirigé par Janusz Palikot Twój Ruch (« Ton mouvement »). Il est actuellement affilié au niveau national à la coalition La Gauche.